# Сповідний розпис

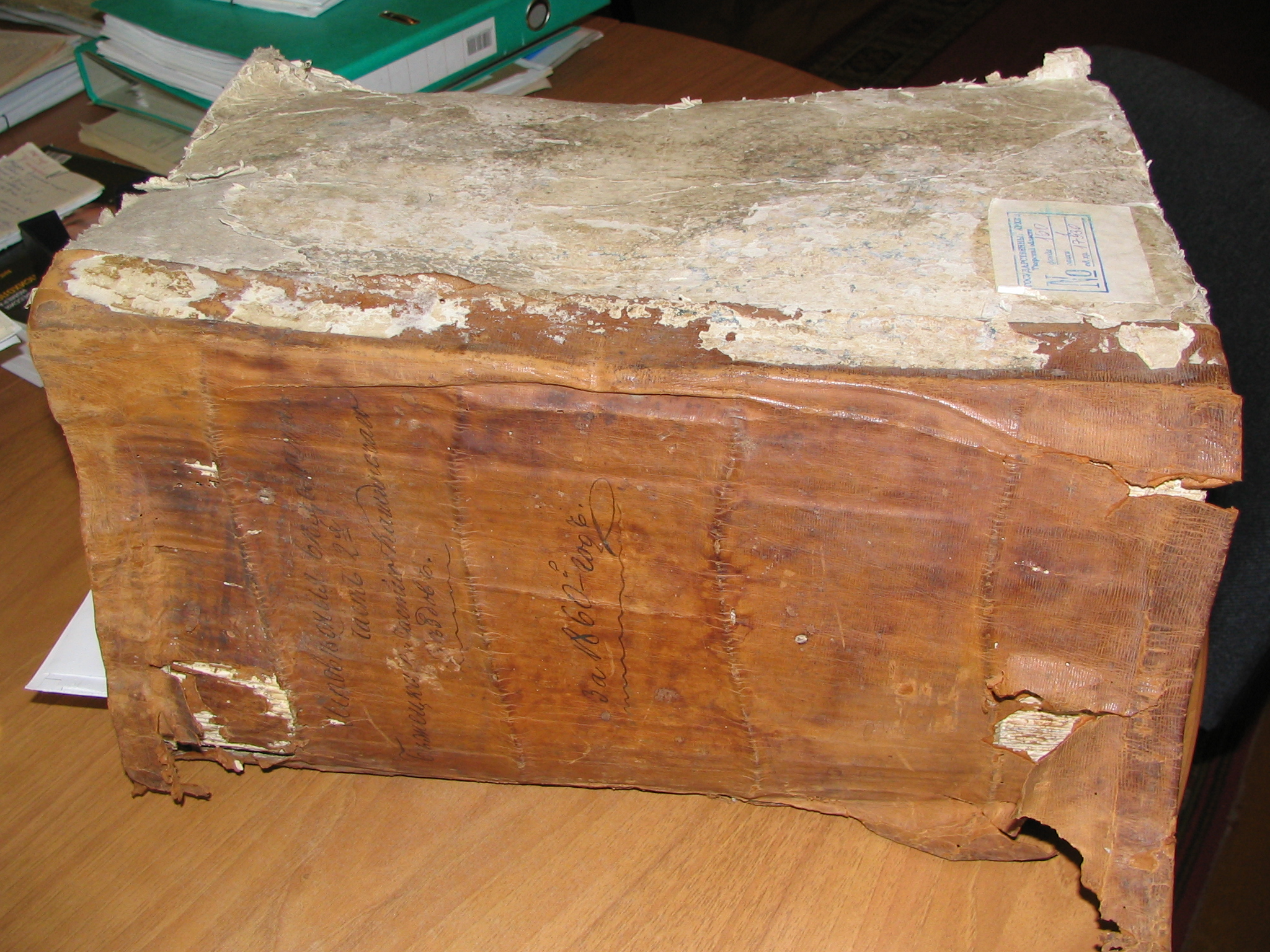
Сповідна відомість за 1860 рік (Тверська губернія)

Сповідний розпис, сповідальна відомість — обліковий документ церковного діловодства, який фіксував відвідання сповіді прихожанами або факти уникнення ними цієї процедури.

## Історія виникнення
Сповідний облік на території Росії вперше був запроваджений у 1690 р. новгородським митрополитом Корнилієм, який з власної ініціативи почав вимагати від приходських священиків подібної звітності. 
Українська дослідниця Л. Г. Гісцова датою введення сповідних книг вважає 1697 рік. Водночас, більшість істориків дотримуються тієї точки зору, що головною метою цього обліку (принаймні на початковому етапі) було виявлення серед населення старообрядців, які не ходили сповідуватися до ніконіанських церков. 
На думку О. Романової, у XVIII ст. в умовах розколу російської православної церкви таїнство сповіді набуло першочергового значення як спосіб церковного та державного контролю за благочестивим життям населення. На всій території Московської держави сповідний облік був введений указами 1716 та 1718 рр. 
Тепер уже цей захід переслідував не тільки політичну, а й фіскальну мету, оскільки ті парафіяни, які пропускали сповідь, сплачували штраф (штрафи були скасовані лише у 1800 р.). На територію Гетьманщини ця практика поширилася з 20-х років XVIII ст. Згідно з указом Синоду, від 7 березня 1722 р., усі парафіяни (особи, що досягли семирічного віку і старші) мали сповідуватися й причащатися у свого священика. 
Впродовж 1737–1742 рр. сповідні розписи набули сталої та уніфікованої форми (визначена указом 1737 р.), котра із незначними змінами проіснувала до 1917 р. Священики мали складати поіменні сповідні розписи (відомості, книги) єдиного зразка. Часом їхнього складання був Великий піст. Тим, хто не встиг сповідатися у цей період, дозволялося зробити це у будь-який інший термін. Як правило, це були Петрівський, Успенський і Різдвяний пости. 

## Система збору документів
Також, була налагоджена чітка система збору цих документів. Сповідні розписи церков спочатку надходили до духовних правлінь. Там вони зводилися в єдину відомість у формі таблиці й надсилалися до духовної консисторії, де робились зведені екстракти по повітах, а звідти на початку наступного року до Синоду надсилався загальний звіт по єпархії про відсутніх на сповіді за рік.

## Приклади
- Державний архів Миколаївської області, Миколаївський Адміралтейський собор. Сповідна книга за 1797 рік. (PDF) {{citation}}: |format= вимагає |url= (довідка)
- Державний архів Миколаївської області, Миколаївський Адміралтейський собор. Сповідна книга за 1800 рік. (PDF) {{citation}}: |format= вимагає |url= (довідка)